# ESCM
ESCM è il secondo album in studio del produttore di musica elettronica statunitense BT, pubblicato nel 1997.

## Tracce
Versione CD (UK)
1. Firewater – 8:43
2. Orbitus Teranium – 8:10
3. Flaming June – 8:31
4. The Road to Lostwithiel - 8:38
5. Memories in a Sea of Forgetfulness – 7:40
6. Solar Plexus – 4:14
7. Nectar – 5:55
8. Remember – 8:01
9. Love, Peace and Grease – 5:21
10. Content – 10:51